# Lista de deputados estaduais do Rio de Janeiro da 7.ª legislatura
Esta é a lista de deputados estaduais do Rio de Janeiro eleitos para a legislatura 1999–2003.

## Composição das bancadas
| Partido | Líder               | Bancada | Posição      |
| ------- | ------------------- | ------- | ------------ |
| PSDB    | Paulo Melo          | 15 / 70 | Oposição     |
| PFL     | Alberto Brizola     | 12 / 70 | Oposição     |
| PDT     | Cidinha Campos      | 9 / 70  | Governo      |
| PMDB    | Átila Nunes         | 9 / 70  | Oposição     |
| PT      | André Ceciliano     | 7 / 70  | Governo      |
| PSB     | Edson Albertassi    | 4 / 70  | Governo      |
| PPB     | Farid Abrão David   | 3 / 70  | Independente |
| PTdoB   | Domingos Brazão     | 2 / 70  | Independente |
| PTB     | Fábio Raunheitti    | 2 / 70  | Oposição     |
| PSC     | Marco Figueiredo    | 2 / 70  | Governo      |
| PV      | Alessandro Calazans | 1 / 70  | Oposição     |
| PRONA   | Blandino Amaral     | 1 / 70  | Governo      |
| PCdoB   | Edmilson Valentim   | 1 / 70  | Governo      |
| PL      | Júnior do Posto     | 1 / 70  | Independente |
| PPS     | Paulo Pinheiro      | 1 / 70  | Oposição     |

## Deputados Estaduais
No Rio de Janeiro foram eleitos setenta (70) deputados estaduais.
| Deputados estaduais eleitos | Partido | Cidade onde nasceu      | Unidade federativa  |
| Albano Reis                 | PDT     | Rio de Janeiro          | Rio de Janeiro      |
| Alberto Brizola             | PFL     | Triunfo                 | Rio Grande do Sul   |
| Alessandro Calazans         | PV      | Nilópolis               | Rio de Janeiro      |
| Alice Tamborindeguy         | PSDB    | Rio de Janeiro          | Rio de Janeiro      |
| André Ceciliano             | PT      | Nilópolis               | Rio de Janeiro      |
| André Luiz                  | PMDB    | Rio de Janeiro          | Rio de Janeiro      |
| Andréia Zito                | PSDB    | Duque de Caxias         | Rio de Janeiro      |
| Aparecida Gama              | PSDB    | Rio de Janeiro          | Rio de Janeiro      |
| Armando José                | PFL     | Rio de Janeiro          | Rio de Janeiro      |
| Artur Messias               | PT      | Rio de Janeiro          | Rio de Janeiro      |
| Átila Nunes                 | PMDB    | Rio de Janeiro          | Rio de Janeiro      |
| Blandino Amaral             | PRONA   | Rio de Janeiro          | Rio de Janeiro      |
| Carlos Correia              | PDT     | São João de Meriti      | Rio de Janeiro      |
| Carlos Dias                 | PFL     | Rio de Janeiro          | Rio de Janeiro      |
| Carlos Minc                 | PT      | Rio de Janeiro          | Rio de Janeiro      |
| Chico Alencar               | PT      | Rio de Janeiro          | Rio de Janeiro      |
| Cida Diogo                  | PT      | Volta Redonda           | Rio de Janeiro      |
| Cidinha Campos              | PDT     | São Paulo               | São Paulo           |
| Claudeci Francisco da Silva | PSDB    | Campos dos Goytacazes   | Rio de Janeiro      |
| Cory Pilar                  | PSDB    | Itaperuna               | Rio de Janeiro      |
| Cosme Salles                | PSDB    | São Gonçalo             | Rio de Janeiro      |
| Délio Cesar Leal            | PMDB    | Paracambi               | Rio de Janeiro      |
| Dica                        | PFL     | Campos dos Goytacazes   | Rio de Janeiro      |
| Domingos Brazão             | PTdoB   | Rio de Janeiro          | Rio de Janeiro      |
| Edmilson Valentim           | PCdoB   | Rio de Janeiro          | Rio de Janeiro      |
| Edson Albertassi            | PSB     | Castelo                 | Espírito Santo      |
| Eider Dantas                | PFL     | Natal                   | Rio Grande do Norte |
| Eraldo Macedo               | PMDB    | Rio de Janeiro          | Rio de Janeiro      |
| Ernani Boldrim              | PPB     | Patrocínio do Muriaé    | Minas Gerais        |
| Fábio Raunheitti            | PTB     | Nova Iguaçu             | Rio de Janeiro      |
| Farid Abrão David           | PPB     | Nilópolis               | Rio de Janeiro      |
| Geraldo Moreira             | PDT     | São Francisco do Glória | Minas Gerais        |
| Graça Matos                 | PDT     | Mimoso do Sul           | Espírito Santo      |
| Graça Pereira               | PFL     | Duque de Caxias         | Rio de Janeiro      |
| Hélio Luz                   | PT      | Porto Alegre            | Rio Grande do Sul   |
| Henry Charles               | PMDB    | Niterói                 | Rio de Janeiro      |
| Ismael de Souza             | PPB     | Barra Mansa             | Rio de Janeiro      |
| Jamil Haddad                | PSB     | Rio de Janeiro          | Rio de Janeiro      |
| João Peixoto                | PTdoB   | Campos dos Goytacazes   | Rio de Janeiro      |
| Jorge Picciani              | PMDB    | Rio de Janeiro          | Rio de Janeiro      |
| José Cláudio                | PSDB    | Itaperuna               | Rio de Janeiro      |
| José Divino                 | PMDB    | Rio Negro               | Mato Grosso do Sul  |
| José Távora                 | PDT     | Nova Iguaçu             | Rio de Janeiro      |
| Júnior do Posto             | PL      | Rio de Janeiro          | Rio de Janeiro      |
| Laprovita Vieira            | PFL     | Vassouras               | Rio de Janeiro      |
| Magaly Machado              | PFL     | Duque de Caxias         | Rio de Janeiro      |
| Manuel Rosa Neca            | PMDB    | Rio de Janeiro          | Rio de Janeiro      |
| Marco Figueiredo            | PSC     | Rio de Janeiro          | Rio de Janeiro      |
| Marquinho Mendes            | PSDB    | Cabo Frio               | Rio de Janeiro      |
| Nelson dos Santos Gonçalves | PSDB    | Marília                 | São Paulo           |
| Nilton Salomão              | PSB     | Teresópolis             | Rio de Janeiro      |
| Núbia Cozzolino             | PTB     | Magé                    | Rio de Janeiro      |
| Pastor Mário Luiz           | PFL     | Rio de Janeiro          | Rio de Janeiro      |
| Paulo Albernaz              | PDT     | Campos dos Goytacazes   | Rio de Janeiro      |
| Paulo Melo                  | PSDB    | Saquarema               | Rio de Janeiro      |
| Paulo Pinheiro              | PPS     | Rio de Janeiro          | Rio de Janeiro      |
| Paulo Ramos                 | PDT     | Rio de Janeiro          | Rio de Janeiro      |
| Pedro Augusto               | PFL     | Ribeirão Preto          | São Paulo           |
| Pedro Fernandes             | PFL     | Parelhas                | Rio Grande do Norte |
| Renato de Jesus             | PSDB    | Rio de Janeiro          | Rio de Janeiro      |
| Roberto Dinamite            | PSDB    | Duque de Caxias         | Rio de Janeiro      |
| Sérgio Cabral Filho         | PSDB    | Rio de Janeiro          | Rio de Janeiro      |
| Sivuca                      | PPB     | Valença                 | Bahia               |
| Solange Amaral              | PFL     | Rio de Janeiro          | Rio de Janeiro      |
| Sula                        | PSDB    | Belford Roxo            | Rio de Janeiro      |
| Tânia Rodrigues             | PT      | Niterói                 | Rio de Janeiro      |
| Uzias Mocotó                | PSC     | Carangola               | Minas Gerais        |
| Walney Rocha                | PMDB    | Nova Iguaçu             | Rio de Janeiro      |
| Washington Reis             | PSDB    | Duque de Caxias         | Rio de Janeiro      |
| Wolney Trindade             | PDT     | Niterói                 | Rio de Janeiro      |